# ダビド・マテオス
ダビド・マテオス（David Mateos, 1987年4月22日 - ）は、スペイン・マドリード出身のサッカー選手。ポジションはDF（センターバック）である。ザ・ストロンゲスト所属。

## 経歴
幼少期、マテオスはオルタレサにあるビジャロサというクラブに所属しており、1999年にレアル・マドリードの下部組織に入団。2006-07シーズン、エシハとの国王杯でトップチームに初招集を受けた。2007年からはレアル・マドリード・カスティージャでプレーし、マヌエル・ペジェグリーニの指揮するトップチームに呼ばれたが、出場機会はなかった。
2010-11シーズン、所属するディフェンダーの多くが負傷していたこともありジョゼ・モウリーニョによってトップチームに昇格する。背番号は、エルクレスCFへとレンタル移籍したロイストン・ドレンテが前シーズンまで付けていた15番を与えられた。負傷者が復帰したことによりベンチにすら招集されないこともあったが、2010年11月23日に行われたUEFAチャンピオンズリーググループステージのアヤックス戦で、4-0でリードした81分にラッサナ・ディアッラとの交代でトップチームデビューを果たした。
2011年1月、シーズン終了までのレンタル移籍でAEKアテネFCに加わり、ギリシャカップを勝ち取った。しかし、レアル・マドリードは2011年夏に若手DFのラファエル・ヴァラーヌを獲得。カスティージャの選手であるフアン・カルロスと共にレアル・サラゴサへレンタル移籍した。
2013年9月2日、フェレンツヴァーロシュTCへ移籍した。
2015年7月29日、オーランド・シティSCへ移籍した。2017年5月3日に契約満了に伴い、フリー・エージェントになった。
2017年8月25日、レアル・ムルシアへ加入した。